# 小倉寺町
小倉寺町（おぐらじちょう）は、奈良県生駒市の町名。郵便番号は630-0232。

## 地理
生駒市南部にあり、生駒山と竜田川の間に位置する。北に菜畑町、南に鬼取町、大門町、東に有里町、壱分町と接する。
町の西部から北部にかけ、町域を囲むように獅子垣の跡があるが、猪などの侵入を防ぐものなのか山の賊を防ぐためのものなのかは不明である。

## 歴史
小倉寺村は大和国平群郡に属し、江戸時代初めは幕府領、元和元年（1615年）からは郡山藩領となる。
明治22年（1889年）に南生駒村の大字となった。

### 沿革
- 1889年（明治22年） - 萩原村・藤尾村・西畑村・鬼取村・大門村・有里村・壱部村・小瀬村・乙田村・小平尾村と合併して南生駒村が発足[8]。南生駒村大字小倉寺となる[7]。
- 1955年（昭和30年） - 生駒町の大字となる[7]。
- 1971年（昭和46年） - 生駒市小倉寺町となる[7]。

## 世帯数と人口
2019年（令和元年）10月1日現在の世帯数と人口は以下の通りである。
| 町丁     | 世帯数 | 人口 |
| -------- | ------ | ---- |
| 小倉寺町 | 23世帯 | 46人 |

### 人口の変遷
国勢調査による人口の推移。
| 1995年（平成7年）  | 65人 | [ 9 ]  |  |
| 2000年（平成12年） | 60人 | [ 10 ] |  |
| 2005年（平成17年） | 53人 | [ 11 ] |  |
| 2010年（平成22年） | 46人 | [ 12 ] |  |
| 2015年（平成27年） | 44人 | [ 13 ] |  |

### 世帯数の変遷
国勢調査による世帯数の推移。
| 1995年（平成7年）  | 18世帯 | [ 9 ]  |  |
| 2000年（平成12年） | 16世帯 | [ 10 ] |  |
| 2005年（平成17年） | 17世帯 | [ 11 ] |  |
| 2010年（平成22年） | 16世帯 | [ 12 ] |  |
| 2015年（平成27年） | 18世帯 | [ 13 ] |  |

## 事業所
2016年（平成28年）現在の経済センサス調査による事業所数と従業員数は以下の通りである。
| 町丁     | 事業所数 | 従業員数 |
| -------- | -------- | -------- |
| 小倉寺町 | 0事業所  | 0人      |

## 交通

### バス
- たけまる号
  - 西畑線

### 道路
- 第二阪奈道路 - 小倉寺町の地下を阪奈トンネルが通過する。

## 施設
- 教弘寺